# Крицын, Александр Ильич
Александр Ильич Кри́цын (1908—2001) — советский государственный и хозяйственный деятель. Член КПСС с 1942 года.

## Биография
Родился в 1908 году в Харькове. Из семьи рабочего.
Окончил Харьковский механико-машиностроительный институт (1936). Трудовую деятельность начал в 1925 токарем на Харьковском паровозостроительном заводе. Работал чертежником, конструктором, заведующим КБ, технологом, мастером, начальником цеха, гл. технологом, начальником техотдела на харьковских предприятии.
В 1941 вместе с эвакуированным из Харькова заводом № 75 прибыл на ЧТЗ, где работал зам. начальника, начальником дизельно-механического цеха, цеха шасси, гл. технологом, начальником пр-ва.
С марта 1952 гл. инженер, с мая 1954 по декабрь 1960 года — директор ЧТЗ.
В 1961—1963 годах ботал заместителем председателя Челябинского, а в 1963—1965 гг. 1-м заместителем председателя Южно-Уральского совнархозов по оборонной промышленности.
С 1965 заместитель министра оборонной промышленности СССР.
Избирался депутатом Верховного Совета СССР 5-го созыва. Делегат XX съезда КПСС.
Умер в Москве.

## Признание
- три ордена «Знак Почёта» — (1942 и 1944 за выполнение правительственных заданий на ЧТЗ, в 1957 за вклад в освоение целины)
- Сталинская премия второй степени (1952) — за коренные усовершенствования процесса производства гусеничных тракторов «Сталинец-80» и повышение их эксплуатационных качеств